# 馬魮脂鯉
馬魮脂鯉，又稱紅魮脂鯉為輻鰭魚綱脂鯉目脂鯉科的其中一個種。

## 分布
本魚分布於南美洲巴西、阿根廷、巴拉圭、烏拉圭的巴拉圭河與亞馬遜河流域。

## 特徵
本魚整個魚體呈血紅色，向下逐漸變淺。雌魚魚體上有一塊「逗號狀」的黑斑，裝飾在肩部。雌魚顏色通常比雄魚淺些，魚體肥厚。尾鰭、腹鰭、脂鰭和臀鰭是紅色的，臀鰭上有黑邊，背鰭主要是黑色。體長約4公分。

## 生態
本魚棲息在溪流和湖泊中，喜在水面植物的莖之間群居，性情溫和，但是當在進食的時候，會咬彼此的鰭，屬雜食性，以蠕蟲、甲殼動物、昆蟲與植物等為食 。

## 經濟利用
為高經濟價值的觀賞魚類。